# Nada es para siempre (serie de televisión)
Nada es para siempre es una serie de televisión española emitida en Antena 3 que narraba las andanzas de un grupo de adolescentes en su época de instituto. Es la versión española de la telenovela venezolana A todo corazón.
La serie, rodada en La Coruña, fue estrenada en el verano del año 1999 en el último horario de la tarde, para posteriormente ser emitida en la sobremesa de Antena 3, junto a otras series juveniles de éxito en el momento, como El Príncipe de Bel Air y Sabrina, cosas de brujas. 
La serie contaba con varias tramas, pero debido al decrecimiento de su éxito, muchas de ellas quedaron inconclusas, al cancelarse su emisión en Antena 3. La serie finalizó en diciembre del año 2000, tras 375 episodios.
Posteriormente, la serie fue reemitida en varios horarios en el canal digital Antena.Neox.
El tema principal de la serie, "Nada es para siempre", fue interpretado por el dúo gallego Cómplices e incluido en su álbum homónimo en el año 2000.
En el año 2010, la serie se transmite por la señal internacional de Antena 3, y por 7 Televisión Región de Murcia, la cadena de ámbito autonómico de la Región de Murcia. Hacia 2015 la emitió, el canal catalán Estil9 la emite de lunes a viernes a las 20:30 horas y en el canal autonómico Popular TV-Canal Diocesano-Popular TV Castilla-La Mancha, de lunes a viernes, a las 16:00.

## Argumento
La serie comienza con la llegada de dos nuevas estudiantes al instituto, Natalia y su prima Nuria. Cuando Natalia (Carola Baleztena) conoce a Adrián (Carlos Castel) se enamora de él, lo que supondrá un problema para Patricia (Vanesa Cabeza), que lleva enamorada de Adrián toda la vida. 
Además de este lío amoroso la serie también se centra en otros personajes Manu (José Maria Aretxabala); Diego (Dany Díez); el hermano de Patricia, Leo (Carlos J. Hernández); Laura (Natalia Represa), la novia de este; Zaqui (Javier Pereira); la mejor amiga de Adrián, Silvia (Cristina Espinosa) y su hermana Susana (Patricia Figón, Al salir de clase); Lorena (Lorena Voces) y su novio Max (Borja Vera); la retorcida Nuria (Ana Carmen Sánchez) y el carismático Gato (Daniel Diges).

## Personajes
- Carlos Castel como Adrián.
- Carola Baleztena como Natalia.
- Pastora Vega como Ana.
- José Conde como Ernesto.
- Vanessa Cabeza como Patricia.
- Daniel Diges como David "Gato".
- Carlos J. Fernández como Leo.
- Ana Turpín como Cristina.
- Carlos Marcet como Eduardo.
- Concha Leza como doña Carmen.
- Borja Vera como Máximo 'Max'.
- Marco de Paula como Alberto.
- Natalia Represa como Laura.
- Elisa Garzón como Sara.
- Vanessa Saiz como Menchu.
- Blas Moya como Tito.
- Inma Molina como Claudia.
- José María Aretxabala como Manu.
- Ana Carmen Sánchez como Nuria.
- Manuel Lozano como Dani.
- Elena de Frutos como Rebeca 'Rebe'.
- Vanessa de Frutos como Belén.
- Lorena Voces como Lorena.
- Miriam Blanco como Marta.
- Patricia Figón como Susana.
- Aurora Carbonell como Bárbara.
- Sonia Castelo como Olga.
- Paco Campos como Ortega (Emiliano Ortega).
- Ana Asensio como Teresa.
- Cristina Espinosa como Silvia.
- Javier Pereira como Ezequiel 'Zaqui'.
- Patricia Adriani como Sofía.
- Tomás Sáez como Palmero.
- Abelardo Gabriel, como Aguirre.
- Daniel Díez, como Diego Vera.
- Maribel del Prado como Lara Castillo.
- Mónica Salazar como Mónica.
- Penélope Velasco como Elena.
- María Luisa San José como Maribel García del Valle.
- Tony Isbert como Fernando.

## Otras versiones
- Nada es para siempre fue la primera versión que se hizo de la telenovela venezolana A todo corazón realizada en 1997 por la productora Laura Visconti Producciones para la cadena venezolana Venevisión, estuvo protagonizada por Lourdes Martínez, Adrián Delgado, Gaby Espino y Juan Alfonso Baptista además de Daniela Alvarado

- Una tercera versión de la historia se realizó nuevamente en Venezuela, esta vez bajo el nombre A puro corazón, producida igualmente bajo la productora Laura Visconti Producciones pero esta vez estrenada por la cadena Televen en 2015, estuvo protagonizada por Michelle De Andrade, José Ramón Barreto, Marialex Ramírez, Eulices Alvarado y Karlis Romero